# لغة الرياضيات
لغة الرياضيات هي النظام المستخدم من قبل الرياضيين لتوصيل الأفكار الرياضية فيما بينهم. [1] تتكون هذه اللغة من ركيزة من بعض اللغات الطبيعية (على سبيل المثال الإنجليزية) باستخدام المصطلحات الفنية والاتفاقيات النحوية التي هي غريبة على الخطاب الرياضي (انظر المصطلحات الرياضية)، تكملها تدوين رمزي متخصص للغاية للصيغ الرياضية.
مثل اللغات الطبيعية بشكل عام، يمكن للخطاب الذي يستخدم لغة الرياضيات أن يستخدم سكالا من السجلات. تعتبر المقالات البحثية في المجلات الأكاديمية مصادر للمناقشات النظرية التفصيلية حول الأفكار المتعلقة بالرياضيات وآثارها على المجتمع.
فيما يلي بعض تعريفات اللغة:
وسيلة منهجية للتواصل عن طريق استخدام الأصوات أو الرموز التقليدية نظام الكلمات المستخدم في تخصص معين نظام من الرموز التجريدية التي تمثل الأحداث والمفاهيم السابقة [2] الرمز الذي نستخدمه جميعًا للتعبير عن أنفسنا والتواصل مع الآخرين - معالجات الكلام واللغة مسرد المصطلحات مجموعة (منتهية أو لانهائية) من الجمل، كل منها محدود الطول ومبنية من مجموعة محدودة من العناصر - نعوم تشومسكي. تصف هذه التعريفات اللغة من حيث المكونات التالية:
مفردات من الرموز أو الكلمات قواعد اللغة تتكون من قواعد كيفية استخدام هذه الرموز بنية «تركيب» أو هيكلية، تضع الرموز في بنى خطية. «الخطاب» أو «السرد»، يتكون من سلاسل من المقترحات النحوية [3] مجتمع من الأشخاص الذين يستخدمون هذه الرموز ويفهمونها مجموعة من المعاني التي يمكن توصيلها بهذه الرموز كل من هذه المكونات موجودة أيضا في لغة الرياضيات.
مفردات الرياضيات تحرير وقد استوعبت الرموز الرياضية من العديد من الحروف والحروف المختلفة. [4] انظر أيضًا رموز خاصة بالرياضيات، مثل ∀ ∃ ∨ ∧ ∞
التدوين الرياضي هو اساس قوة الرياضيات الحديثة. على تحد من أن جوبر الخوارزمي لم تستخدم مثل هذه القيم س، ذ، ض، س، ص، ض، وما إلى ذلك). في بعض الأحيان لا يمكن فهم الخطأ أو عدمه التلاعب بها المصفوفة.
مثل أي مهنة أخرى، لدى الرياضيات العيش علامتها التجارية الخاصة للمصارات الفنية. في بعض الحالات، يكون للكلمة في الشكل العام. لمزيد من الأمثلة، راجع الفئة: المصطلحات الرياضية.
في حالات أخرى، أُخْرَتْ أَنْ تَعْلِنَ أَمْرَهَا بِالْقِرَاءِ الْمُعْلَمَةِ، الفوترتلي، الموسيقي. تكون البيانات الرياضية على تصنيفها المعقد نوعًا ما، حيث يتم تقسيمها إلى البديهيات، والتخمينات، والنظريات، والليماس، والنتائج الطبيعية. وهناك عبارات في الرياضيات، بدرجة مع معاني محددة، مثل «إذا وفقط إذا»، و«ضرورية وكافية» و«دون خسارة العمومية». وتعرف هذه لعبة باسم المصطلحات الرياضية.
تحتوي مفردات الرياضيات على عناصر مرئية. تكون الرسوم البيانية بشكل غير رسمي على السبورات، وليست رسمية. عند لعب بشكل مناسب، تعرض الرسوم البيانية المعلومات التخطيطية بسهولة. تحقيق الرسوم البيانية حك في الرؤية بصريًا وتساعد الحسابات البديهية. في بعض الأحيان، كما في دليل مرئي، يخدم الرسم البياني مبررًا تامًا للم خشبية. قد يتأقلم نظام تدقيق الحسابات مع العميل. قواعد الرياضيات تحرير يحتوي الترميز الرياضي المستخدم في المعادلات على قواعد خاصة به، لا تعتمد على لغة طبيعية معينة، بل يتشاركها عالم الرياضيات من قبل علماء الرياضيات بغض النظر عن لغتهم الأم. [5] وهذا يشمل الاتفاقيات التي تُكتب بها الصيغ في الغالب من اليسار إلى اليمين، حتى عندما يكون نظام الكتابة للغة الركيزة من اليمين إلى اليسار، وأن الأبجدية اللاتينية تُستخدم عادةً للمتغيرات والمعلمات البسيطة. صيغة مثل خطيئه sin x + a cos 2x ≥0
مفهومة من قبل الرياضيين الصينيين والسوريين على حد سواء.
يمكن أن تكون مثل هذه الصيغ الرياضية جزءًا من الكلام بعبارة طبيعية، أو حتى تحمل دور الجملة الكاملة. على سبيل المثال، يمكن اعتبار الصيغة المذكورة أعلاه، وهي عبارة عن عدم مساواة، جملة أو عبارة مستقلة يكون فيها الرمز الأكبر من أو يساوي الرمز دور الفعل الرمزي. في الكلام الدقيق، يمكن توضيح ذلك من خلال نطق "≥" بأنها «أكبر من أو تساوي»، ولكن في سياق غير رسمي قد يختصر علماء الرياضيات هذا إلى «أكبر أو متساوٍ»، ومع ذلك يتعاملون مع هذا بشكل نحوي مثل الفعل. مثال جيد هو عنوان الكتاب لماذا E = mc2؟ [6] هنا، فإن علامة المساواة لها دور في صيغة المصدر.
يمكن نطق الصيغ الرياضية (تحدث بصوت عالٍ). يجب تعلم نظام النطق للصيغ، ويعتمد على اللغة الطبيعية الأساسية. على سبيل المثال، عند استخدام اللغة الإنجليزية، يكون التعبير "ƒ (x)" واضحًا بشكل معتاد "eff of eks"، حيث لا يقترح إدخال حرف الجر "of" من خلال الترميز في حد ذاته. التعبير "
د. ذ. د. س.
من ناحية أخرى، يتم نطقها بشكل شائع مثل "dee-why-dee-eks"، مع إغفال كامل لشريط الكسر، في سياقات أخرى غالباً ما تنطق بـ "over". هل E = mc2؟ يقال بصوت عالٍ لماذا لماذا يساوي em م مربع مربعات؟
خاصية الخطاب الرياضي - الرسمي وغير الرسمي - هي استخدام الجمع الأول الشامل «نحن» ليعني: «الجمهور (أو القارئ) مع المتحدث (أو المؤلف)».